# Studios Musicland
Les studios Musicland sont des studios d'enregistrement situés à Munich (Allemagne).

## Historique
Les studios ont été créés en 1969 par Giorgio Moroder au sous-sol de l'immeuble Arabella. Très populaires durant les années 1970 et 1980, de nombreux artistes célèbres sont venus y enregistrer. Avec la construction en 1988 de la station du métro de Munich Arabella Park, la qualité du son a été affectée par les vibrations et le studio a dû fermer ses portes.
Parmi les albums enregistrés intégralement ou en partie aux studios Musicland on peut citer :
- Wonderworld (1974) de Uriah Heep
- Fly to the Rainbow (1974) de Scorpions
- It's Only Rock 'n Roll (1974) des Rolling Stones
- Stormbringer (1974) de Deep Purple
- Love to Love You Baby (1975) de Donna Summer
- Ritchie Blackmore's Rainbow (1975) de Rainbow
- Face the Music (1975) d'Electric Light Orchestra
- Come Taste the Band (1975) de Deep Purple
- A Love Trilogy (1976) de Donna Summer
- Presence (1976) de Led Zeppelin
- Black and Blue (1976) des Rolling Stones
- Rising (1976) de Rainbow
- Four Seasons of Love (1976) de Donna Summer
- A New World Record (1976) d'Electric Light Orchestra
- I Remember Yesterday (1977) de Donna Summer
- The Idiot (1977) d'Iggy Pop
- Out of the Blue (1977) d'Electric Light Orchestra
- Once Upon a Time (1977) de Donna Summer
- Discovery (1979) d'Electric Light Orchestra
- The Game (1980) de Queen
- Time (1981) d'Electric Light Orchestra
- Hot Space (1982) de Queen
- Slide It In (1984) de Whitesnake
- The Works (1984) de Queen
- Mr. Bad Guy (1985) de Freddie Mercury
- A Kind of Magic (1986) de Queen
- Seventh Son of a Seventh Son (1988) d'Iron Maiden